# سیارک ۷۲۸
سیارک ۷۲۸ (به انگلیسی: 728 Leonisis، نامگذاری:1912NU) هفتصد و بیست و هشتمین سیارک کشف شده‌است که در ۱۶ فوریه ۱۹۱۲ و در وین کشف شد.
قدر مطلق سیارک برابر ۱۲٫۸۰ است.